# 埃格蒙群島

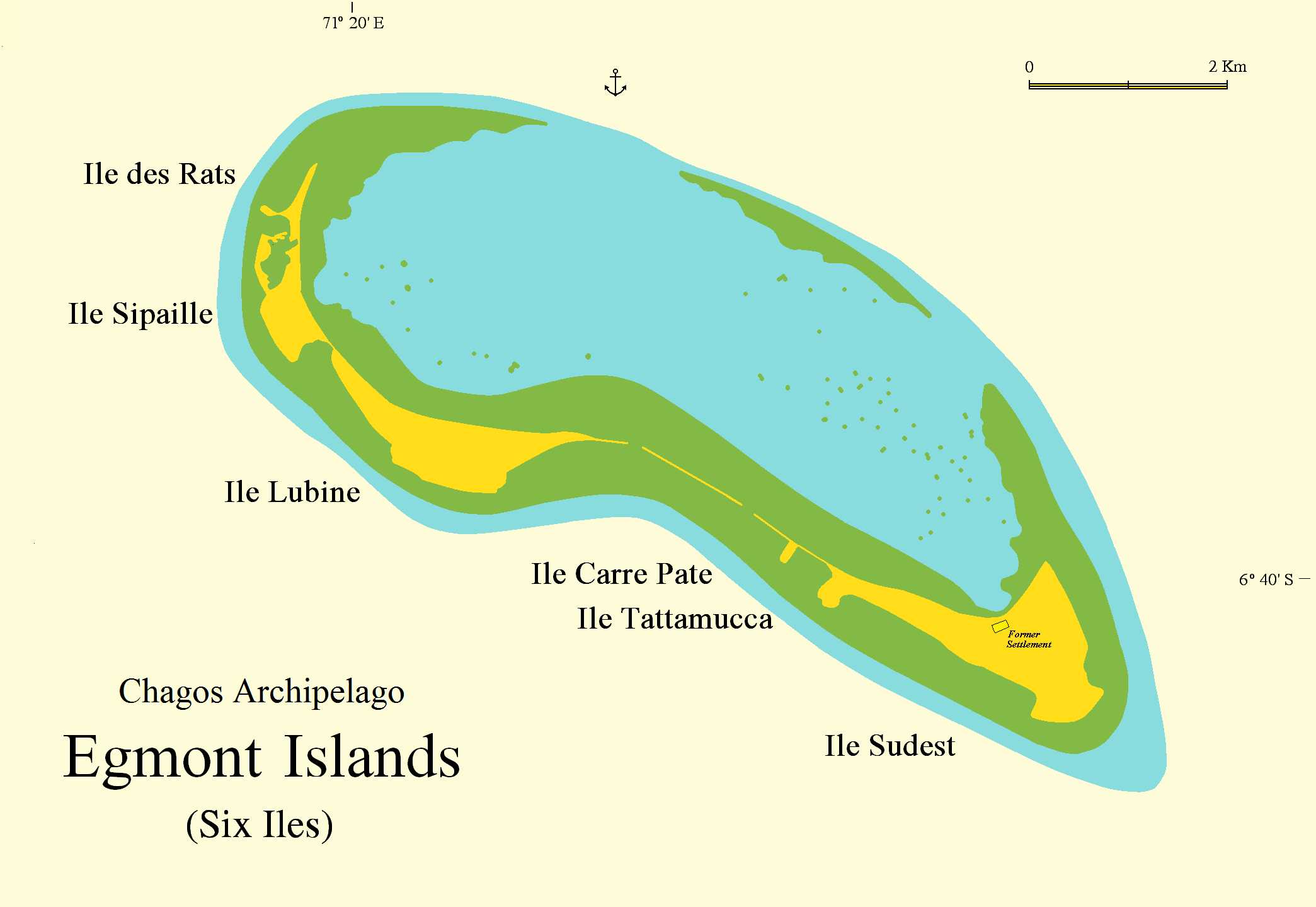

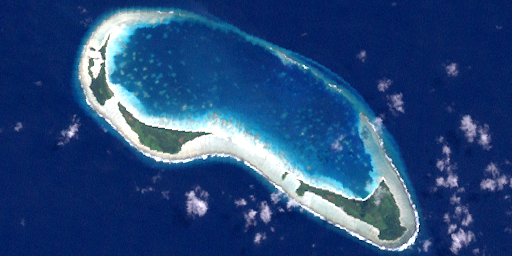

埃格蒙群島是印度洋的群島，位於印度洋海域，距離丹傑島30公里，屬於查戈斯群島的一部分，行政方面由英屬印度洋領地負責管轄，由7座島嶼組成，面積4平方公里。

## 外部連結
- World Factbook（页面存档备份，存于）
- Chagos Islands 珊瑚收藏 （页面存档备份，存于）
- The molluscan fauna of Chagos (Indian Ocean) and an analysis of its broad distribution patterns[永久]

6°40′S 71°21′E / 6.667°S 71.350°E